# História contrafactual
A história contrafactual (do latim: contra facta = contra os fatos), também chamada de história virtual, é o resultado de um exercício mental científico, partindo de uma premissa (condição contrafactual ou ponto de divergência) para explorar - na base de fatos históricos ocorridos - as possíveis mudanças na história.
Em comparação, a história alternativa é mais como uma fonte de ficção comparável com a literatura fantástica, ficção científica ou ficção especulativa (no que se denominam ucronias).
A pergunta «O que teria acontecido se...?» é comum na história contrafactual sendo o ponto de partida para especulações históricas como (entre outros):
- O que teria acontecido se Alexandre, o Grande tivesse vivido mais tempo?
- O que teria acontecido se Adolf Hitler tivesse ganhado a Segunda Guerra Mundial?

Alguns historiadores tais como Niall Ferguson têm promovido a história contrafactual como um método válido na ciência histórica. Ferguson publicou em 1998 o livro The pity of war investigando as causas da Primeira Guerra Mundial. Ferguson extraiu a conclusão de que, se o Império Britânico não tivesse sido forçado a entrar em guerra no verão de 1914, uma possível vitória do Império Alemão evitaria o surgimento da Alemanha Nazi em 1933. A obra causou grande polêmica.
Mesmo assim, muitos historiadores consideram a história contrafactual como meras especulações não-científicas.